# Korntawat Samran
Korntawat Samran (né le 15 décembre 1997) est un cavalier thaïlandais. Il est formé par le cavalier français Maxime Livio et vit depuis 2014 dans le Maine-et-Loire, en France.
Il a participé au concours complet individuel aux Jeux olympiques d'été de 2020, où il termine à la 15e place par équipes et est éliminé en individuel.
Un accident de la route le prive de participation aux Jeux olympiques de 2024.